# Lane Garrison
Lane Edward Garrison (Dallas, 23 maggio 1980) è un attore statunitense.
È conosciuto principalmente per aver interpretato il ruolo di David "Tweener" Apolskis nella serie televisiva Prison Break.

## Biografia
Garrison nasce a Dallas il 23 maggio 1980 ma trascorre tutta l'infanzia a Richardson in Texas. A causa della turbolenta relazione con la madre Lane andò via di casa all'età di diciassette anni e si rifugiò da Joe Simpson, manager e padre delle popstar Jessica e Ashlee Simpson, dove visse per un anno. Dopo essersi diplomato nella J.J. Pearce High School nel 1998 andò a Los Angeles, con il desiderio di diventare un attore. Il suo primo lavoro fu una pubblicità di uno zaino, per la quale ricevette 3500$.
Nell'estate del 2018 ha avuto una figlia (Linden Rose) dalla sua compagna Mary Kaitlin.

## Carriera
La carriera di Garrison inizia nel 1999, recitando nel film 4 Faces. Quattro anni dopo lo si vede recitare in un episodio della serie televisiva Kingpin e nel 2004 ottiene il suo primo ruolo importante: partecipa infatti nel ruolo del protagonista al film Quality of Life. Nel 2005 entra a fare parte del cast della serie televisiva Prison Break in cui interpreta il fuggitivo David "Tweener" Apolskis. Garrison deve la sua fama proprio a questo ruolo, interpretato fino al 2007 nelle prime due stagioni della serie.

## Condanna per omicidio colposo
Il 21 maggio 2007 Garrison si dichiarò colpevole di guida in stato di ebbrezza e omicidio colposo a causa dell'incidente avvenuto il 2 dicembre 2006 in cui morì il diciassettenne Vahagn Setian, studente della Beverly Hills High School, passeggero della sua macchina. Fu condannato a 40 mesi di reclusione il 31 ottobre 2007, ma gli vennero scontati i 91 giorni che aveva già passato in carcere. Grazie alla buona condotta poteva esser rilasciato all'incirca nel febbraio 2009. Garrison ha dichiarato più volte di avere la colpa di questo incidente stradale, nonostante durante la sua prima valutazione psicologica dichiarò più volte di essere innocente.
Secondo la ricostruzione dei fatti la Land Rover del 2001 di Garrison balzò fuori dalla carreggiata ad approssimativamente 50 mph e colpì un albero. Oltre alla morte del ragazzo, altre due ragazze quindicenni rimasero ferite durante l'incidente. La polizia disse che Lane aveva un livello di alcool nel sangue di 0.20% e che avesse fatto uso di cocaina ma i successivi test indicano soltanto che il suo livello di alcool nel sangue era superiore allo 0.15%.
Presumibilmente Garrison diede alcolici ai minori e stava uscendo a prenderne altri quando ebbe l'incidente. Inizialmente affermò che stava solo portando i minori a casa dalla festa del liceo che stavano frequentando, ma altre persone sostengono che lui fosse andato via dalla festa perché l'alcool era finito.
Il 29 aprile 2009, Lane Garrison fu scarcerato. Dopo tre anni di reclusione fu rilasciato per buona condotta e dovette anche pagare 300.000$ come risarcimento alle vittime e alle loro famiglie. Sono andati a prenderlo i membri della sua famiglia, e trasportato a casa di Jessica Simpson ad Encino in California.

## Filmografia parziale

### Cinema
- 4 Faces, regia di Ted Post (1999)
- Quality of Life, regia di Benjamin Morgan (2004)
- Shooter, regia di Antoine Fuqua (2007)
- Crazy, regia di Rick Bieber (2008)
- Graduation Day, regia di Andrew Gallery – cortometraggio (2008)
- The Devil's In The Details regia di Waymon Boone (2012)
- Awakening World regia di Sebastian Siegel – cortometraggio documentario (2012)
- Camp X-Ray, regia di Peter Sattler (2014)
- Wild for the Night, regia di Benny Boom (2016)
- My Daddy's in Heaven, regia di Waymon Boone (2017)
- The Iron Orchard, regia di Ty Roberts (2018)
- Armed, regia di Mario Van Peebles (2018)
- The Divorce Party, regia di Hughes William Thompson (2019)
- Spy Intervention, regia di Drew Mylrea (2020)
- Una squadra di 12 orfani (12 Mighty Orphans), regia di Ty Roberts (2021)

### Televisione
- The Daiting Game – serie TV, 1 episodio (1998)
- Kingpin – serie TV, 1 episodio (2003)
- Night Stalker – serie TV, episodio 1x03 (2005)
- Prison Break – serie TV, 16 episodi (2005-2007)
- The Event – serie TV, 3 episodi (2011)
- Bonnie & Clyde, regia di Bruce Beresford – miniserie TV (2013)
- Dal tramonto all'alba - La serie (From Dusk Till Dawn: The Series) – serie TV, 2 episodi (2014)
- Better Call Saul – serie TV, 1 episodio (2015)
- NCIS - Unità anticrimine (NCIS: Naval Criminal Investigative Service) – serie TV, 1 episodio (2015)
- The Messengers – serie TV, 4 episodi (2015)
- Radici (Roots) – miniserie TV, 1 puntata (2016)
- Yellowstone – serie TV, 4 episodi (2019)
- Mayor of Kingstown – serie TV, 15 episodi (2023-2024)

## Doppiatori italiani
Nelle versioni in italiano delle opere in cui ha recitato, Lane Garrison è stato doppiato da:
- Marco Vivio in Prison Break, Radici
- Simone Crisari in Night Stalker
- Corrado Conforti in Shooter
- Daniele Raffaeli in Bonnie & Clyde
- Domenico Strati in Camp X-Ray
- Guido Di Naccio in NCIS - Unità anticrimine
- Davide Albano in Better Call Saul
- Roberto Certomà in Major Crimes
- Francesco Mei in Una squadra di 12 orfani